# جاس كليف
جاس كليف (بالإنجليزية: Jess Cliffe)‏ هو مبرمج ألعاب فيديو لشركة فالف ، واشتهر بتطويره لعبة كاونتر سترايك مع مينه لي سنة 1999 ، وقام بإنتاج المؤثرات الصوتية لتلك اللعبة وميزة استعمال الراديو بين أعضاء كلا الفريقين فيها.
نشأ في نيو جيرسي ، وتوجه إلى المدرسة الثانوية "North Hunterdon High School" في أناندال بنيو جيرسي قبل أنضامه لـ جامعة فرجينيا للتقنية من 1999 إلى 2003 . بعد تخرجه بدأ عمله لدى شركة فالف، وهو حاليا مصمم ألعاب فيها، ومن أعماله تصميم خرائط أشواط الموت في لعبة هالف لايف.